# Timothy Beck
Timothy Beck (Assen, 2 gennaio 1977) è un ex velocista ed ex bobbista olandese.
Da velocista ha conquistato, insieme a Caimin Douglas, Patrick van Balkom e Troy Douglas, una medaglia di bronzo nella staffetta 4x100 metri ai mondiali di atletica del 2003. Con la stessa squadra ha partecipato alle Olimpiadi 2004.
Ha gareggiato nel bob a quattro, partecipando alle Olimpiadi invernali di Salt Lake City 2002 (17º posto) e di Vancouver 2010: in questa seconda occasione fu il portabandiera dei Paesi Bassi nel corso della cerimonia di apertura, tuttavia nella gara di bob a quattro la nazionale di bob dei Paesi Bassi si rifiutò di scendere sulla pista di Whistler dopo la morte dello slittinista georgiano Nodar Kumarit'ashvili.

## Palmarès

### Mondiali di atletica leggera
- 1 medaglia:
  - 1 bronzo (Parigi 2003 nella staffetta 4 × 100 m)